# Alessandria Unione Sportiva 1939-1940
Questa pagina raccoglie le informazioni riguardanti l'Alessandria Unione Sportiva nelle competizioni ufficiali della stagione 1939-1940.

## Stagione
Nella stagione 1939-1940 l'Alessandria disputò il terzo campionato di Serie B della sua storia.

## Divise
| 1ª divisa |

## Organigramma societario
Area direttiva
- Presidente: Primo Polenghi
- Consiglieri: L. Grignolio, G. Mazzoleni, Luigi Melchionni, Mario Moccagatta
- Segretario: Vittorio Rangone

Area tecnica
- Allenatore: Vittorio Faroppa, poi dal 25 marzo Otto Krappan
- Massaggiatore: Giovanni Bo

## Rosa
| N. |                   | Ruolo | Calciatore        |
| -- | ----------------- | ----- | ----------------- |
|    | Italia (bandiera) | P     | Attilio Bulgheri  |
|    | Italia (bandiera) | P     | Secondo Roggero   |
|    | Italia (bandiera) | D     | Giovanni Bigando  |
|    | Italia (bandiera) | D     | Pietro Cavasonza  |
|    | Italia (bandiera) | D     | Paolo De Grandi   |
|    | Italia (bandiera) | D     | Franco Petermann  |
|    | Italia (bandiera) | D     | Luigi Vitto       |
|    | Italia (bandiera) | C     | Luigi Caligaris   |
|    | Italia (bandiera) | C     | Luigi Cresta      |
|    | Italia (bandiera) | C     | Mario Foglia      |
|    | Italia (bandiera) | C     | Ferruccio Ghidini |
|    | Italia (bandiera) | C     | Andrea Nespolo    |
|    | Italia (bandiera) | C     | Pasquale Parodi   |

| N. |                   | Ruolo | Calciatore        |
| -- | ----------------- | ----- | ----------------- |
|    | Italia (bandiera) | A     | Giuseppe Carassa  |
|    | Italia (bandiera) | A     | Enrico Cerutti    |
|    | Italia (bandiera) | A     | Arrigo Fibbi      |
|    | Italia (bandiera) | A     | Renato Ghezzi     |
|    | Italia (bandiera) | A     | Carlo Girometta   |
|    | Italia (bandiera) | A     | Armando Massiglia |
|    | Italia (bandiera) | A     | Mario Piacentini  |
|    | Italia (bandiera) | A     | Mario Pietruzzi   |
|    | Italia (bandiera) | A     | Luciano Robotti   |
|    | Italia (bandiera) | A     | Secondo Rossi     |
|    | Italia (bandiera) | A     | Angelo Rosso      |
|    | Italia (bandiera) | A     | Pietro Varona     |

## Risultati

### Serie B

#### Girone di andata
| Arbitro: | Camiolo (Milano) |

|  |           |                                   |
|  | Marcatori | 68’ Rosso 80’ Fibbi 87’ Girometta |

| Arbitro: | Biancone (Roma) |

|  |           |                                         |
|  | Marcatori | 23’ Massiglia 38’ Varona 71’, 79’ Rosso |

| Arbitro: | Carminati (Milano) |

|          |           |               |
| Rosso 5’ | Marcatori | 80’ Tabanelli |

| Arbitro: | Gamba (Napoli) |

|                                     |           |  |
| Zuccotti 11’ (rig.), 22’ Varoli 41’ | Marcatori |  |

| Alessandria 15 ottobre 1939 | Alessandria         | 0 – 0 | Atalanta | Campo del Littorio\| Arbitro: \| Conticini (Firenze) \| |
| Arbitro:                    | Conticini (Firenze) |       |          |                                                         |

| Arbitro: | Cardinali (Milano) |

|                        |           |                       |
| Ciferri 28’ Tonali 80’ | Marcatori | 4’ Foglia 82’ Cerutti |

| Arbitro: | Zambotto (Padova) |

|                         |           |  |
| Robotti 65’ Cerutti 79’ | Marcatori |  |

| Arbitro: | Scotto (Savona) |

|                                                  |           |            |
| Frisoni II 17’ Grazioli 25’ Dusi 54’ Moretti 86’ | Marcatori | 7’ Cerutti |

| Arbitro: | Limido (Milano) |

|                     |           |  |
| Foglia 8’ Rosso 77’ | Marcatori |  |

| Arbitro: | Bellè (Venezia) |

|  |           |           |
|  | Marcatori | 54’ Rossi |

| Arbitro: | Dattilo (Roma) |

|               |           |              |
| Pietruzzi 65’ | Marcatori | 16’ Viani II |

| Arbitro: | Gnocchini (Como) |

|            |           |  |
| Busoni 55’ | Marcatori |  |

| Arbitro: | Carminati (Milano) |

|                    |           |  |
| Fibbi 6’ Rosso 18’ | Marcatori |  |

| Arbitro: | Goracci (Firenze) |

|             |           |            |
| Appiani 73’ | Marcatori | 50’ Ghezzi |

| Arbitro: | Carpani (Milano) |

|                         |           |  |
| Ghezzi 5’ Pietruzzi 27’ | Marcatori |  |

| Arbitro: | Moretti (Genova) |

|                  |           |  |
| Di Benedetti 80’ | Marcatori |  |

| Arbitro: | Conticini (Firenze) |

|                                |           |                               |
| Foglia 8’ Ghezzi 11’ Rosso 66’ | Marcatori | 25’ (rig.) Cattaneo 78’ Crola |

#### Girone di ritorno
| Arbitro: | Curradi (Firenze) |

|                                                                      |           |  |
| Cresta 3’ Cerutti 35’, 68’ Foglia 36’ Ghezzi 58’, 88’ Rosso 65’, 84’ | Marcatori |  |

| Arbitro: | Rossi (Milano) |

|                                             |           |  |
| Ghezzi 14’, 37’ Cerutti 57’, 75’ Foglia 63’ | Marcatori |  |

| Arbitro: | Saracini (Ancona) |

|                          |           |                                       |
| D'Odorico 71’ Degano 85’ | Marcatori | 27’ Rosso 36’, 62’ Cerutti 49’ Ghezzi |

| Arbitro: | Biancone (Roma) |

|  |           |              |
|  | Marcatori | 15’ Coronati |

| Arbitro: | Zelocchi (Modena) |

|             |           |  |
| Schiavi 34’ | Marcatori |  |

| Arbitro: | Galeati (Bologna) |

|                        |           |                             |
| Ghezzi 20’ Cerutti 50’ | Marcatori | 52’ Nicolini 77’ Bertoni II |

| Arbitro: | Pizziolo (Firenze) |

|  |           |                        |
|  | Marcatori | 18’ Foglia 22’ Cerutti |

| Arbitro: | Saracini (Ancona) |

|                                      |           |          |
| Ghezzi 19’ Massiglia 36’ Cerutti 48’ | Marcatori | 61’ Dusi |

| Arbitro: | Bonivento (Venezia) |

|                                        |           |  |
| Ottino 6’ Salati 17’ Prata Pizzala 34’ | Marcatori |  |

| Arbitro: | Gamba (Napoli) |

|             |           |                                            |
| Cerutti 46’ | Marcatori | 45’, 50’, 79’, 88’ Imberti 13’ Ventimiglia |

| Arbitro: | Moretti (Genova) |

|                           |           |             |
| Viani II 26’ Zidarich 75’ | Marcatori | 27’ Robotti |

| Arbitro: | Carminati (Milano) |

|          |           |  |
| Fibbi 8’ | Marcatori |  |

| Arbitro: | Forni (Treviso) |

|                                           |           |  |
| Dapas 16’ Pellegatta 82’, 85’ Renoldi 89’ | Marcatori |  |

| Arbitro: | Conticini (Firenze) |

|                             |           |           |
| Fibbi 44’ (rig.) Foglia 63’ | Marcatori | 70’ Orzan |

| Arbitro: | Bonamartini (Firenze) |

|             |           |  |
| Andreis 33’ | Marcatori |  |

| Arbitro: | Zelocchi (Modena) |

|                                                 |           |  |
| Cerutti 32’ Rosso 60’, 64’ Parodi 70’ Fibbi 89’ | Marcatori |  |

| Arbitro: | Catalucci (Firenze) |

|                           |           |  |
| Cattaneo 36’ Colaneri 61’ | Marcatori |  |

### Coppa Italia

#### Terzo turno eliminatorio
| Arbitro: | Conticini (Firenze) |

|             |           |  |
| Allegri 44’ | Marcatori |  |

## Statistiche

### Statistiche di squadra
| Competizione | Punti | In casa | In casa | In casa | In casa | In casa | In casa | In trasferta | In trasferta | In trasferta | In trasferta | In trasferta | In trasferta | Totale | Totale | Totale | Totale | Totale | Totale | DR  |
| Competizione | Punti | G       | V       | N       | P       | Gf      | Gs      | G            | V            | N            | P            | Gf           | Gs           | G      | V      | N      | P      | Gf     | Gs     | DR  |
| ------------ | ----- | ------- | ------- | ------- | ------- | ------- | ------- | ------------ | ------------ | ------------ | ------------ | ------------ | ------------ | ------ | ------ | ------ | ------ | ------ | ------ | --- |
| Serie B      | 38    | 17      | 11      | 4       | 2       | 40      | 14      | 17           | 5            | 2            | 10           | 19           | 27           | 34     | 16     | 6      | 12     | 59     | 41     | +18 |
| Coppa Italia |       | -       | -       | -       | -       | -       | -       | 1            | 0            | 0            | 1            | 0            | 1            | 1      | 0      | 0      | 1      | 0      | 1      | -1  |
| Totale       |       | 17      | 11      | 4       | 2       | 40      | 14      | 18           | 5            | 2            | 11           | 19           | 28           | 35     | 16     | 6      | 13     | 59     | 42     | +17 |

### Statistiche dei giocatori
| Giocatore     | Serie B  | Serie B | Coppa Italia | Coppa Italia | Totale   | Totale |
| Giocatore     | Presenze | Reti    | Presenze     | Reti         | Presenze | Reti   |
| ------------- | -------- | ------- | ------------ | ------------ | -------- | ------ |
| G. Bigando    | 29       | 0       | 1            | 0            | 30       | 0      |
| A. Bulgheri   | 11       | -21     | -            | -            | 11       | -21    |
| L. Caligaris  | 29       | 0       | 1            | 0            | 30       | 0      |
| G. Carassa    | 3        | 0       | -            | -            | 3        | 0      |
| P. Cavasonza  | 4        | 0       | -            | -            | 4        | 0      |
| E. Cerutti    | 25       | 14      | 1            | 0            | 26       | 14     |
| L. Cresta     | 24       | 1       | -            | -            | 24       | 1      |
| P. De Grandi  | 3        | 0       | -            | -            | 3        | 0      |
| A. Fibbi      | 30       | 5       | -            | -            | 30       | 5      |
| M. Foglia     | 10       | 6       | 1            | 0            | 11       | 6      |
| R. Ghezzi     | 22       | 10      | -            | -            | 22       | 10     |
| F. Ghidini    | 27       | 0       | -            | -            | 27       | 0      |
| C. Girometta  | 13       | 1       | -            | -            | 13       | 1      |
| A. Massiglia  | 12       | 3       | -            | -            | 12       | 3      |
| A. Nespolo    | 5        | 0       | -            | -            | 5        | 0      |
| P. Parodi     | 29       | 1       | 1            | 0            | 30       | 1      |
| F. Petermann  | 28       | 0       | 1            | 0            | 29       | 0      |
| M. Piacentini | -        | -       | 1            | 0            | 1        | 0      |
| M. Pietruzzi  | 19       | 2       | -            | -            | 19       | 2      |
| L. Robotti    | 5        | 2       | 1            | 0            | 6        | 2      |
| S. Roggero    | 23       | -20     | 1            | -1           | 24       | -21    |
| S. Rossi      | 2        | 1       | -            | -            | 2        | 1      |
| A. Rosso      | 26       | 12      | 1            | 0            | 27       | 12     |
| P. Varona     | 6        | 1       | -            | -            | 6        | 1      |
| L. Vitto      | 2        | 0       | -            | -            | 2        | 0      |